# Scissors & Glue: The Miami Project
Scissors & Glue: The Miami Project ist ein deutscher Dokumentarfilm aus dem Jahr 2011. Der Filmemacher Helmut Schuster erforscht mit der Kamera die Kulturstadt Miami. Zentrale Fragestellung des Films ist die soziale und politische Relevanz von Kunst und Kultur.
Der Film wurde vom WLRN in Zusammenarbeit mit Zuckerfilm Berlin/München koproduziert.

## Handlung
Der Film ist inspiriert von Eichendorffs „Aus dem Leben eines Taugenichts“. Der Protagonist startet naiv und mit offenem Blick in Berlin. Er fährt mit seinem Fahrrad über den Checkpoint Charlie und landet unversehens inmitten der karibischen Welt in Miami. Hier besucht er internationale Kunstsammler, interviewt Obdachlose auf der Straße und lässt sich mitreißen von karibischer Musik. Miami ist heute zum einen Touristenmekka, zum anderen Kunst und Kulturstadt mit der höchsten Dichte privater Kunstsammlungen in der Welt und nicht zuletzt Hoffnungsort für Nichtsesshafte aus aller Welt. Miami Beach unterscheidet sich fundamental von Miami. Hier der reiche Badeort mit der höchsten Ferraridichte der Welt, da die Hoffnungsstadt für den ganzen südamerikanischen Kontinent und die Karibik. Der Film versucht auszuleuchten, inwieweit der amerikanische Traum heute noch besteht und inwiefern das Medium Kunst sozial relevant ist oder doch nur das berühmte Zupflastern der Probleme bewirkt.

## Musik und Tanz
Die Handlung kommt immer wieder zurück zu den Sonntagskonzerten der argentinischen Band um Chiara Machiato. Sie spielt, ohne Geld zu verlangen, jede Sonntagnacht in der Bayside Arena von Miami. Alle Schichten treffen sich hier Woche für Woche und tanzen sich auf ihre Art die Sorgen von der Seele.

## Drehorte
Der Film spielt in den wichtigsten Museen in Miami und Miami Beach. Er startet allerdings mit einer kurzen Stadtrundfahrt in Berlin. Der neue Kunststandort Wynwood wird ebenso vorgestellt wie Little Havana mit der Calle Ocho oder der Ocean Drive in Miami Beach.

## Festivals
Scissors and Glue war 2011 im offiziellen Programm des FLIFF (Fort Lauderdale International Filmfestival).